# Катарина Лончаревић
Катарина Лончаревић (Пожега, 1973) је српска филозофкиња, ванредна професорка на основним, мастер и докторским академским студијама на свим предметима који се баве теоријама рода и феминистичком теоријом на Факултету политичких наука Универзитета у Београду. Објавила је велики број научних радова, пише на српском и енглеском језику. Руководилац је Мастер академских студија политикологије – Студије рода и Центра за студије рода и политике.
Чланица је научних и стручних удружења – Међународне асоцијације жена филозофа  и АТГЕНДЕР, чијим је управним одбором и копредседавала од маја 2019. до јула 2021. године.
Добитница је награде „Анђелка Милић” за монографију Побуна потчињених знања: увод у феминистичке епистемологије 2023. године.

## Биографија
Катарина Лончаревић је рођена 26. јуна 1973. године у Пожеги. Основне студије филозофије завршила је на Филозофском факултету Универзитета у Београду, мастер студије рода на Универзитету Рутгерс, а магистарске и докторске студије у области теорије културе и студија рода на Факултету политичких наука Универзитета у Београду.На истом факултету ангажована је у настави од 2010. године, а од избора у звање доценткиње, предаје на основним, мастер и докторским академским студијама на свим предметима који се баве теоријама рода и феминистичком теоријом.
Од 2022. године  ванредна је професорка Факултета политичких наука и руководилац је Мастер академских студија политикологије – Студије рода и Центра за студије рода и политике.
Дугогодишња је главна и одговорна уредница истакнутог националног научног часописа Генеро, најрелевантнијег часописа у сфери феминистичке теорије у Србији и региону, чији је статус и углед у овој области дала непроцењив допринос.

## Публикације и научни радови
Њени радови објављивани су скоро свим националним научним часописима (избор): Годишњаку Факултета политичких наука,Филозофском годишњаку – гласник Института за филозофију Филозофског факултета у Београду, Центру за женске студије – Загреб, Гласник Етнографског института САНУ .
Значајни радови:
- (2010): Фуко и феминизам: Знање, моћ и истина, Београд[12];
- (2012): Прихватање „парадокса“: (поновно) размишљање и (поновно) замишљање односа између једнакости и разлике у феминистичкој политичкој теорији:  8. европска феминистичка истраживачка конференција: Будимпешта, Мађарска[13]
- (2012): Феминистичка епистемологија: настанак, развој и кључни проблеми: Годишњак Факултета политичких наука, Београд[14]
- (2013): Шта се дешава када се феминизам сусреће са издаваштвом: Центар за женске студије и његова издавачка делатност, Београд[15]
- (2016): Либерални феминизам: некад и сад, Београд[16]
- (2018): Адриана Захаријевић и Катарина Лончаревић Неко је рекао феминизам?: Институт за филозофију и друштвену теорију: Универзитет, Факултет политичких наука, Београд[17]
- (2021): О Ксенији Атанасијевић: Женски покрет (1920–1938): зборник радова: Београд[18]
- (2021): Други пол у америчким популарним часописима 1950-их: Београд[19]
- (2022): Побуна потчињених знања: увод у феминистичке епистемологије: Центар за студије рода и политике Факултета политичких наука Универзитета у Београду[4].

## Спољашље везе
- Избор у звање
- Академиа
- Награда „Анђелка Милић” Архивирано на веб-сајту  (2. мај 2023)